# Kepler-160
Kepler-160 ist ein Stern im Sternbild Leier im Beobachtungsbereich der Kepler-Mission, einem von der NASA geführten Projekt zur Entdeckung erdähnlicher Planeten. Der Stern, der unserer Sonne in Masse und Radius sehr ähnlich ist, besitzt zwei bestätigte, einen unbestätigten und mindestens einen vermuteten Planeten in seiner Umlaufbahn.

## Charakteristiken
Der Stern Kepler-160 ist ziemlich alt und besitzt keine nachweisbare zirkumstellare Scheibe. Die Metallizität des Sterns ist nicht genau bekannt, es wurden widersprüchliche Werte von 40 % oder 160 % der solaren Metallizität angegeben.

## Planetensystem
Die zwei planetaren Kandidaten im System Kepler-160 wurden 2010 entdeckt, Anfang 2011 publiziert und 2014 bestätigt. Die Planeten Kepler-160b und Kepler-160c befinden sich nicht in Orbitalresonanz, obwohl ihr Orbitalperiodenverhältnis dicht bei 1:3 liegt. Ein weiterer felsiger Transitplanet der habitablen Zone wurde im Jahr 2020 entdeckt, und weitere nicht-passierende Planeten werden auf Grund von ungeklärten Schwankungen der Transitzeitpunkte vermutet.
| Planet (nach Entfernung vom Stern) | Entdeckung (Jahr) | Radius (in {\displaystyle R_{\oplus }}) | Umlaufzeit (in Tagen)       | Große Halbachse (in AE) | Bahnneigung (in °) |
| ---------------------------------- | ----------------- | --------------------------------------- | --------------------------- | ----------------------- | ------------------ |
| Kepler-160b                        | 2010              | 1,7415 +0,061−0,047                     | 4,309397 +0,000013−0,000012 | 0,05511 +0,0019−0,0037  | —                  |
| Kepler-160c                        | 2010              | 3,76 +0,23−0,09                         | 13,699429 ± 0,000018        | 0,1192 +0,004−0,008     | —                  |
| KOI-456.04                         | 2020              | 1,91 +0,17−0,14                         | 378,417 +0,028−0,025        | 1,089 +0,037−0,073      | —                  |